# Roman Reigns
Leati Joseph Anoaʻi (rođen 25. svibnja, 1985.) je  američki  profesionalni hrvač i bivši profesionsalni gridiron nogometaš (tip  američkog nogometa), koji je dio Anoaʻi obitelji. Trenutno ima ugovor potpisan s WWE, Raw brand sa  prohrvačkim imenom Roman Reigns.
Nakon što je igrao sveučilični američki nogomet za tim Georgia Tech, Anoaʻi je počeo svoju profesionalnu američkonogometnu karijeru nakon što je bio kratko isključen na ograničeno vrijeme u   Minnesota Vikings i Jacksonville Jaguars u National Football League (NFL)  2007. Onda je odigrao cijelu sezonu u  Kanadskoj ligi  (CFL) za ekipu Edmonton Eskimos u  2008. nakon što je dao otkaz i umirovio se od američkog nogometa.
Nakon toga, Anoaʻi je započeo karijeu kao  profesionalni hrvač i potpisao za WWE  2010., reporting to their razvojnom području promocije Florida Championship Wrestling (FCW). Kao Roman Reigns, debitirao je na glavnom rosteru u  studenom 2012. sa  Deanom Ambroseom and  Sethom Rollinsom kao The Shield. Trijom koji se ujedinio zahedni sve do njihovog raspustaštanja June  2014., nakon što je Reigns išao na pojedinačno natjecanje. Reigns je bio trostruki WWE World Heavyweight Champion, a jedanput United States Champion, one-time Intercontinental Champion, jedanput WWE Tag Team Champion (s Rollinsom), 2015 Royal Rumble pobjednik i 2014 Superstar of the Year. On je također oborio WWE rekord za najviše eliminacija na Survivor Seriesu eliminacijskom meču gdje je eliminirao četvorku 2013 eventu i postavio rekord za najviše eliminacija u Royal Rumble match s 12 eliminacija u 2014 eventu. Nakon što je pobijedo Intercontinental Championship, postao je dvadesettreći Trostruko okrunjeni prvak i sedandeseti Grand Slam prvak.
Nakon 2014, WWE je označio Reignsa kao njihov sljedećeg "Lice kompanije". Reigns ima glavni događaj za WWE pay-per-view events, uključujući zadnje tri WrestleManije (31, 32 i 33) – kojima je rezultiralo pobjedom nad Triple H-om and The Undertaker-om. Svakako, Reigns se obično natječe za svjetsku titulu-uzimajući ga herojski karakter i postao je označen by kritikama neodobranja i neodoljivo negativnim publičkim reakcijama, fanovi su to uzimali u obzir kao njegove specijalni tretman, stvarnim ponašanjem, wrestling moveset, govorećim vještinama i prezentacijom svog karaktera. He was consequently named 2016's "Most Hated Wrestler of the Year" od Pro Wrestling Illustrated, koji je tako postao prvim babyface wrestler (heroic character) koji je bio okarakteriziran kao najgorim i završio na popisu "Most Overrated" od Wrestling Observer Newsletter.

## Filmografija

### Filmovi
| Godina | Naslov                                | Uloga | Bilješke         |
| ------ | ------------------------------------- | ----- | ---------------- |
| 2016.  | Countdown                             | Sebe  | Uncredited cameo |
| 2017.  | The Jetsons & WWE: Robo-WrestleMania! | Sebe  | Posudio glad     |

### Televizijske serije
| Godina | Naslov               | Uloga | Bilješke                                                                        |
| ------ | -------------------- | ----- | ------------------------------------------------------------------------------- |
| 2013.  | Total Divas          | Sebe  | 1. epizoda                                                                      |
| 2015.  | Conan                | Sebe  |                                                                                 |
| 2015.  | WWE 24               | Sebr  | Dokumentarac o Reignsu, njegovoj obitelji i njegovom iskustvu u WrestleMania 31 |
| 2016.  | Unfiltered           | Sebe  | Intervju show s Renee Young                                                     |
| 2016.  | WWE 24               | Sebe  | Dokumentarac o iskustvu raznovrsnih hrvača na WrestleManiji 32                  |
| 2016.  | Good Morning America | Sebe  | 7. siječnja                                                                     |

### Internet
| Godina        | Naslov       | Uloga                | Bilješke          |
| ------------- | ------------ | -------------------- | ----------------- |
| 2016. - danas | UpUpDownDown | Sebe/The Merchandise | Regularni dolazak |

## Osobni život
Anoaʻi je pola Samoanac i pola Talijan. Iz njegove obitelji hrvao se još njegov otac Sika Anoaʻi i njegov brat Rosey, koji je umro 17. travnja 2017. On je član Anoaʻi obitelji, i rođak bivših profeionalnih hrvača poput Yokozune, Rikishija, Umage, The Tonga Kida i prvo koljeno odmaknutih u početku The Usosa i The Rocka (non-biological).
Anoaʻi je oženio Galina Joelle Becker početkom  prosinca 2014. Om ima kćer koja se zove Joelle, koju je objavio u  javnom obavještajnom servisu u  svibnju 2014. Njegova ženA, Galina, rodila je blizance u 2016.
U  Tehničkoj školi Georgije, Anoaʻi maturirao u menadžmentu. On je katolik i nosi križ sa sobom svaki put kad ulazi u ring.
Anoaʻi favorizira Bret Hart kao svog wrestling idola.
U  siječnju 2018. Richard Rodriguez, koji je bio uhićen zbog međunarodnog distribuiranja steroida, je dao intervju gdje je identificirao Anoaʻu da je bio uključen u uzimanju steroida u Rodriguezovoj zvrzki Wellness Fitness Nutrition. Anoaʻi je pušten uz izjavu da on nema ništa Rodriguezom ili Wellness Fitness Nutrition.

## Naslovi i ostale nagrade

### Sveučilišni američki nogomet
- National Collegiate Athletic Association
  - Prvu timski ACC (2006)[4]

### Professional wrestling
- Florida Championship Wrestling
  - FCW Florida Tag Team Championship (1 put) – s Mikeom Daltonom[20][21]
- Pro Wrestling Illustrated
  - Najnegativniji hrvač godine (2016.)[8]
  - Most Improved Wrestler of the Year (2015.)[22]
  - Tag Team godinr (2013.) sa Sethom Rollinsom[23]
  - Rangirani br. 1 od 500 pojedinačnih hrvača u PWI 500 u 2016.[24]
- Wrestling Observer Newsletter
  -  Najobečavajući (2013.)[25]
  - Most Overrated ( 2016.)[9]
  - Tag Team of the Year (2013) with Seth Rollins[25]
- WWE
  - WWE Intercontinental Championship (1 put)[26]
  - WWE Tag Team Championship (1 put) – sa  Sethom Rollinsom[27]
  - WWE United States Championship (1 time)[28]
  - WWE World Heavyweight Championship (3 puta)[29]
  - Dvadesetosmi Trostruko okrunjeni prvak[30]
  - Deveti Grand Slam pobjednik (under current format; seventeenth overall)[30]
  - Royal Rumble (2015)[31]
  - WWE World Heavyweight Championship Tournament (2015)[32]
  - Slammy Awards (7 puta)[33]
    - Breakout Star of the Year (2013) with Dean Ambrose and Seth Rollins as The Shield[34]
    - Extreme Moment of the Year (2015) – Post-TLC rampage[35]
    - Faction of the Year (2013, 2014) s Deanom Ambroseom and Sethom Rollinsom kao The Shield[36]
    - Superstar of the Year (2014)[37]
    - Trending Now (Hashtag) of the Year (2013) – #BelieveInTheShield s Dean Ambrose i Seth Rollins as The Shield[34]
    - "What a Maneuver" of the Year (2013) – Spear[34]

## Vanjske poveznice
- Roman Reigns na WWE.com
- Roman Reigns na Facebooku
- Roman Reigns na Twitteru
- Roman Reigns na IMDB.com
- Roman Reignsov profil na Cagematch.com, Wrestlingdata.com, Internet Wrestling Database